# 有馬実成
有馬 実成（ありま じつじょう、1936年3月7日 - 2000年9月18日）は、日本の曹洞宗僧侶。曹洞宗東南アジア難民救済会議JSRCに始まる社団法人シャンティ国際ボランティア会SVAの創設者として専務理事をつとめた。国際協力NGOセンターJANIC副理事長および理事長や、東京災害ボランティアネットワーク副代表等の役員を歴任し、NGO間調整にあたる「NGOの有馬」と呼ばれた。NHK記者・キャスターの有馬嘉男は長男。　

## 略歴
1936年3月7日、山口県徳山市（現 周南市）の原江寺に生まれる。1954年多々良学園高等学校（現、高川学園高等学校・中学校）卒業、駒澤大学仏教学部進学。1958年駒澤大学卒業、原江寺住職となる。
1980年、曹洞宗東南アジア難民救済会議JSRCを創設。1981年、曹洞宗東南アジア難民救済会議を曹洞宗ボランティア会SVAに改組し、事務局長となる。1987年、NGO活動推進センター（JANIC）（現 NPO法人NGO国際協力センター）の創立に関わる。1992年、SVAを曹洞宗国際ボランティア会へ改名。1999年、曹洞宗国際ボランティア会を外務省所管社団法人シャンティ国際ボランティア会に改組する。
2000年9月18日遷化。東京・高輪プリンスホテルにてNGO関係者による「お別れの会」開催。

## SVA/JSRC
有馬在任期間中SVA/JSRCの活動は、主にタイ・カンボジアなどでの難民支援活動を始め、移動図書館の運営、現地の言葉へ翻訳した絵本の配布や謄写版印刷協力などのほか、日本国内では阪神・淡路大震災の被災者支援に及んだ。

## 参考資料

### 論文等
- CiNii>有馬実成

### 著作
- 『地球寂静 -ボランティアが未来を変えるNGOは世界を変える-』（アカデミア出版会、2003年） - 遺稿集